# Magna Via Francigena
La Magna Via Francigena è un antico percorso viario che si snoda tra Palermo e Agrigento, in Sicilia.

## Descrizione
Tracciata dopo l'anno mille dai Normanni e progressivamente caduta in disuso, è stata recuperata negli anni recenti grazie a ricerche sulle antiche topografie. A partire dal 2013 sono nati i primi protocolli d'intesa con i comuni che hanno aderito inizialmente (Castronovo di Sicilia, Sutera, Santa Cristina Gela e Prizzi).
La lunghezza complessiva della Magna Via Francigena è di 184,4 km suddivisa in 9 tappe a cui si aggiungono due varianti di percorso da Cammarata/San Giovanni Gemini. Il percorso, tra campi e trazzere si snoda su strade sterrate ed asfaltate a bassa percorrenza. Gli ingressi nelle città di Palermo e Agrigento avvengono invece su strade asfaltate e trafficate.

## Tappe
1. Palermo - Santa Cristina Gela, 24,7 km
2. Santa Cristina Gela, Piana degli Albanesi  - Corleone, 25,6 km
3. Corleone - Prizzi, 19,3 km
4. Prizzi - Castronovo di Sicilia, 24,4 km
5. Castronovo di Sicilia - Cammarata/San Giovanni Gemini, 12,7 km
6. Cammarata/San Giovanni Gemini, Santo Stefano Quisquina - Sutera, 19,9 km
7. Sutera - Racalmuto/Grotte, 26,0 km
8. Racalmuto/Grotte - Joppolo Giancaxio, 18,6 km
9. Joppolo Giancaxio - Agrigento

Il percorso prevede tappe alternative e/o aggiuntive, in particolare quella che vede scegliere tra Santa Cristina Gela e Piana degli Albanesi, e quella che consente di aggiungere Santo Stefano Quisquina, dove è ubicato l'Eremo di Santa Rosalia alla Quisquina. D'altronde la Magna Via Francigena si snoda a fianco dell'Itinerario di Santa Rosalia per una parte del percorso. 

## Segnaletica
La Via è completamente tracciata con la segnaletica convenzionale europea, una riga bianca a cui si sovrappone una rossa completata dal viandante con bisaccia, bordone, mantello a falde larghe. Per la Magna Via, il viandante è di colore rosso (nei cammini francigeni è nero).

## La Credenziale
È il "documento del viandante", sul quale va apposto un timbro ad ogni tappa, permettendo così la registrazione del viaggio, per poi ottenere il Testimonium. I timbri al documento vengono apposti presso tutti gli uffici comunali, le parrocchie, le strutture di ospitalità e le strutture di ristoro dei paesi che partecipano al progetto.

## IlTestimonium
È il documento che viene rilasciato a chi abbia percorso il cammino a piedi, in bicicletta o a cavallo percorrendo almeno 100 km a piedi o 130 in bicicletta, dopo aver presentato la Credianziale. Viene rilasciato presso il MUDIA - Museo Diocesano della Cattedrale di San Gerlando ad Agrigento.

## L'Associazione Amici dei Cammini Francigeni di Sicilia
L'Associazione nata nel 2009, ha curato la tracciatura dell'intero percorso, rilascia la credenziale che attesta il pellegrinaggio ed è inserita nella reti italiane di cammini (Rete dei Cammini e Cammini del Sud).